# Barsovocultuur
De Barsovocultuur (Russisch: Барсовская культура) was een archeologische cultuur van de late bronstijd in de omgeving van Soergoet in de Ob-vallei, Chanto-Mansië.
De meeste vindplaatsen van de Barsovocultuur bevinden zich op de Barsova Gora nabij de nederzetting Barsovo. Het aardewerk heeft een platte bodem, in de vorm van potten, potten en, minder vaak, kommen. Voor de decoratie werd een verscheidenheid aan stempels gebruikt: kam-, fijnstraal-, kruis- en lijstvormig, stempels in de vorm van eenden, vogels, en vingerafdrukken. 
De basis van de economie was jacht en visserij. 
Aan het einde van het 1e millennium v.Chr. verschenen de dragers van de Atlymcultuur in de Soergoet-Ob-regio, met wie de Barsovo-bevolking in contact kwam.